# Saccorhina
Saccorhina es un género de foraminífero bentónico de la familia Moravamminidae, de la superfamilia Moravamminoidea, del suborden Fusulinina y del orden Fusulinida. Su especie tipo es Saccorhina trivirgulina. Su rango cronoestratigráfico abarca desde el Givetiense (Devónico medio) hasta el Fameniense (Devónico superior).

## Clasificación
Saccorhina incluye a las siguientes especies:
- Saccorhina trivirgulina